# ایستگاه متروی پالایشگاه
ایستگاه متروی پالایشگاه با نام پیشین ایستگاه متروی باقرشهر، یکی از ایستگاه‌های متروی تهران است که در باقرشهر و در خط یک مترو تهران واقع شده‌ است.

## مشخصات
ایستگاه مترو پالایشگاه با مساحت کل ۶ هزار متر مربع، در جاده قدیم قم، سه راه پالایشگاه، خیابان شهید گلشنی واقع شده است.
این ایستگاه که در ابتدا باقرشهر نام داشت، در ۴ شهریور ۱۳۹۶ به پالایشگاه تغییر نام داد.
در حال حاضر، ایستگاه پالایشگاه دارای ۲ ورودی فعال، ۲ دستگاه آسانسور، ۲ دستگاه پله‌برقی، ۲ گیت ورودی و یک گیت خروجی است. این ایستگاه روزانه به طور متوسط به حدوداً ۹۰۰ نفر مسافر ورودی و هزار نفر مسافر خروجی خدمات ارائه می‌کند.